# Syukuro Manabe
Pour les articles homonymes, voir Manabe.
Syukuro Manabe (真鍋 淑郎, Manabe Shukurō),  dit Suki Manabe, né le 21 septembre 1931 dans la préfecture d'Ehime (Japon), est un scientifique japonais naturalisé américain, météorologue et climatologiste, pionnier de l'utilisation de l'informatique dans la simulation du réchauffement climatique.
Co-auteur dès 1967 du premier modèle global effectif du climat, prédisant l’augmentation de la température globale de la Terre, Syukuro Manabe est le scientifique le plus réputé au monde dans le domaine de la modélisation et du changement climatique. Il reçoit le prix Crafoord en géosciences pour ces travaux.
Le prix Nobel de physique 2021 lui est décerné conjointement avec Klaus Hasselmann et Giorgio Parisi, Hasselmann et lui se partageant la moitié du prix, Parisi recevant l’autre moitié.

## Biographie
Syukoro Manabe est né le 21 septembre 1931 à Shinritsu, dans la préfecture d'Ehime, au Japon. Il a étudié à l'université de Tokyo où il a obtenu un baccalauréat universitaire en 1953, puis une maîtrise universitaire en 1955 et finalement un doctorat de recherche en 1958.
Manabe est ensuite venu aux États-Unis pour travailler à la section de la recherche en circulation atmosphérique générale du US Weather Bureau, devenu le laboratoire de dynamique des fluides géophysiques de la NOAA. En 1963, il est devenu chercheur senior. En 1997, il est devenu directeur du Programme de recherche sur le réchauffement climatique au Frontier Research System. De 2002 à 2009, il a travaillé comme consultant non résident à l'Organisation des sciences et technologie de la mer et de la Terre au Japon.
En même temps, Manabe fut chargé de cours de 1968 à 1997, puis chercheur invité en 2002-03, et finalement professeur émérite depuis 2005 à l'université de Princeton. Il a été également professeur invité à l'École des sciences environnementales de l'université de Nagoya de 2006 à 2013, ainsi que chercheur invité à l'Institut de géophysique de l'université de Tokyo de 2002 à 2003.

## Recherches
À la NOAA, Manabe a travaillé sous la direction de Joseph Smagorinsky pour développer des modèles tridimensionnels de l'atmosphère. Ils ont publié un article important dans le développement du modèle général de circulation générale dès 1965.
Par la suite, Manabe et Richard T. Wetherald développèrent un modèle unidimensionnel dans une colonne de l'atmosphère en équilibre radiatif-convectif avec effet de rétroaction positive de la vapeur d'eau, décrit dans un article publié en 1967. En utilisant ce modèle, ils ont constaté qu'en réponse à la variation de la concentration atmosphérique de dioxyde de carbone, la température augmentait à la surface de la Terre et dans la troposphère, alors qu'elle diminuait dans la stratosphère. Leur article est parfois considéré comme le plus influent de la recherche sur le climat.
Ces mêmes chercheurs ont utilisé par la suite le modèle pour simuler pour la première fois la réponse tridimensionnelle de la température et du cycle hydrologique dans l'augmentation du dioxyde de carbone. Celui-ci est notamment étudié, en même temps que celui de James E. Hansen, par les auteurs du rapport Charney, publié en 1979, qui concluent à leur robustesse scientifique.
En 1969, Manabe et Kirk Bryan publièrent les premières simulations du climat avec des modèles couplés océan-atmosphère, explorant le rôle du transport de la chaleur océanique dans la détermination de la distribution mondiale du climat. Tout au long des années 1990 et au début des années 2000, le groupe de recherche de Manabe a publié des articles et fait des présentations à des séminaires en utilisant les résultats des modèles couplés pour étudier la réponse du climat aux changements des concentrations de gaz à effet de serre dans l'atmosphère,. Ils ont également appliqué le modèle à l'étude des changements climatiques passés, y compris le rôle de l'apport d'eau douce dans l'océan Atlantique Nord comme une cause potentielle du changement climatique brutal qu'est l'arrêt de la circulation thermohaline,.

## Affiliations et reconnaissance
Manabe est membre de l'Académie nationale des sciences des États-Unis et membre étranger de l'Académie du Japon, de l'Academia Europaea et de la Société royale du Canada. En 1992, il fut le premier récipiendaire du prix Blue Planet de l'Asahi Glass Foundation. En 1997, Manabe a reçu le prix environnement de la Fondation Volvo. En 2015, Manabe a reçu la médaille Benjamin Franklin de l'Institut Franklin. Il a également été honoré avec la médaille Carl-Gustaf Rossby de l'American Meteorological Society, la médaille William Bowie de l'Union américaine de géophysique et la médaille Revelle ainsi que la médaille Milutin Milankovitch de l'Union européenne des géosciences. En 2018, il reçoit le prix Crafoord en géosciences pour ses travaux sur le rôle des gaz dans le climat et sur la modélisation de l'effet de serre.
Le travail de Manabe et Bryan dans le développement des premiers modèles climatiques mondiaux fut choisi comme l'une des dix plus grandes avancées des premières 200 années de la NOAA. À l'occasion de sa retraite de la NOAA, une réunion scientifique de trois jours a eu lieu à Princeton en mars 1998. Elle était intitulée « Comprendre le changement climatique: un symposium en l'honneur de Syukuro Manabe ». La réunion annuelle 2005 de l'American Meteorological Society incluait également un symposium spécial de Suki Manabe.